# Brloh (ort i Tjeckien, Pardubice)
Brloh är en ort i Tjeckien.   Den ligger i regionen Pardubice, i den centrala delen av landet, 80 km öster om huvudstaden Prag. Brloh ligger 234 meter över havet och antalet invånare är 232.
Terrängen runt Brloh är huvudsakligen platt, men söderut är den kuperad. Terrängen runt Brloh sluttar norrut. Runt Brloh är det ganska tätbefolkat, med 155 invånare per kvadratkilometer. Närmaste större samhälle är Pardubice, 16,3 km öster om Brloh. Omgivningarna runt Brloh är en mosaik av jordbruksmark och naturlig växtlighet.